# Nokia 1616
Nokia 1616 – telefon komórkowy wyprodukowany przez firmę Nokia. Telefon ma latarkę, radio FM. Jego wymiary to 107 x 45 x 15 mm. Kolorowy wyświetlacz pokazuje 65 tys. kolorów i ma wymiary 128 x 160px.